# Újbuda-központ metróállomás
Az Újbuda-központ (az eredeti tervekben: Bocskai út) a budapesti M4-es metróvonal egyik állomása a Bikás park és a Móricz Zsigmond körtér között.

## Története és leírása
A Bocskai út és a Fehérvári út kereszteződése alatt elhelyezkedő aluljáró 2003-ban - a Fehérvári úti vásárcsarnok bővítésével azonos időben - készült el. Az állomás építése pedig 2006-ban kezdődött, és 2013. november 11-én, a Bikás parkot követően másodikként kapta meg az NKH-tól a használatbavételi engedélyt.
Az állomás peronszintje alig több mint 13 méteres mélységben van, ahonnan négy mozgólépcső és két lift szállítja fel az utasokat a 2003-ban megépített aluljáróba, ami a Fehérvári út, a Bocskai út és az Október huszonharmadika utca kereszteződésébe vezet.

## Galéria

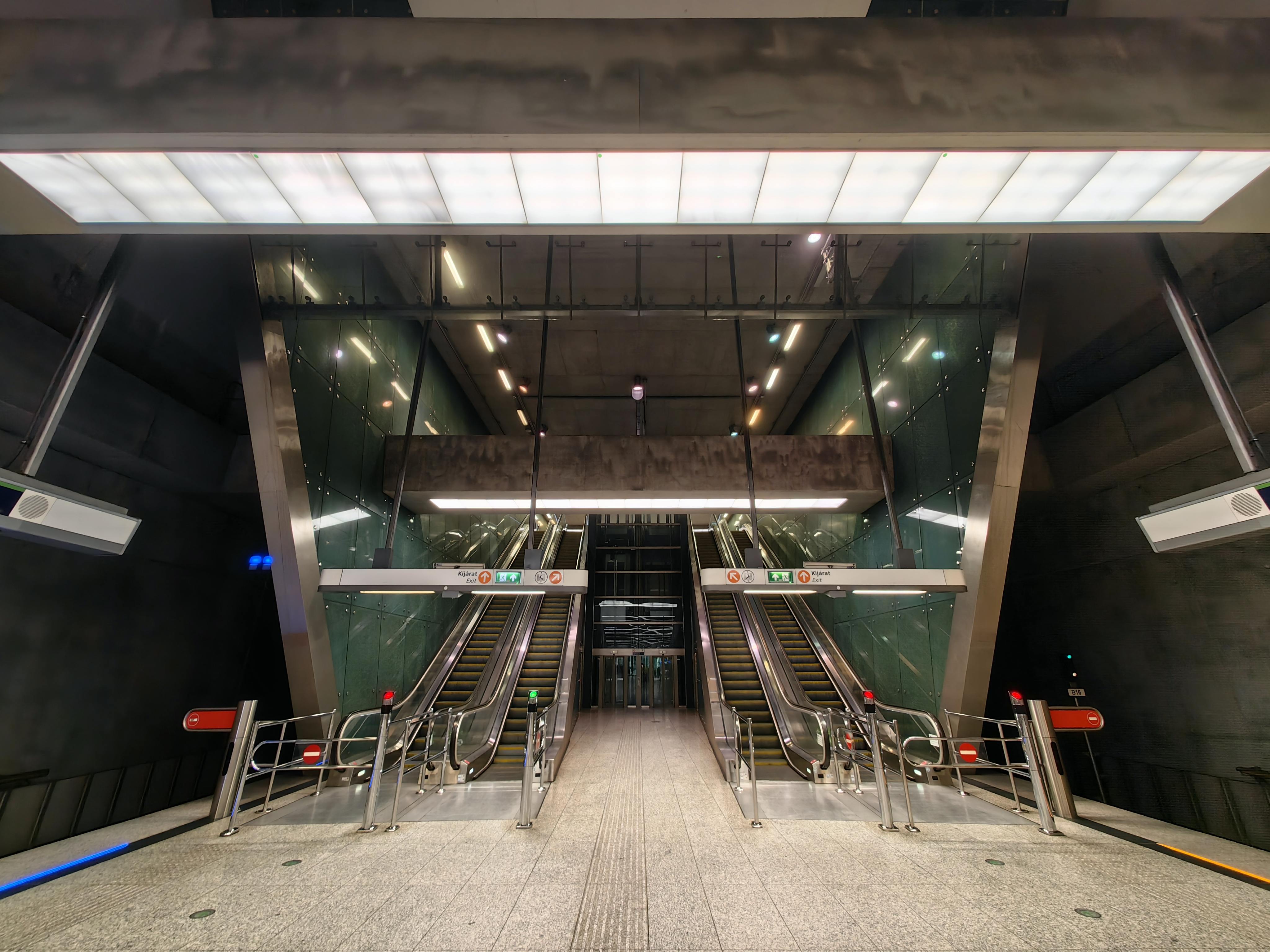
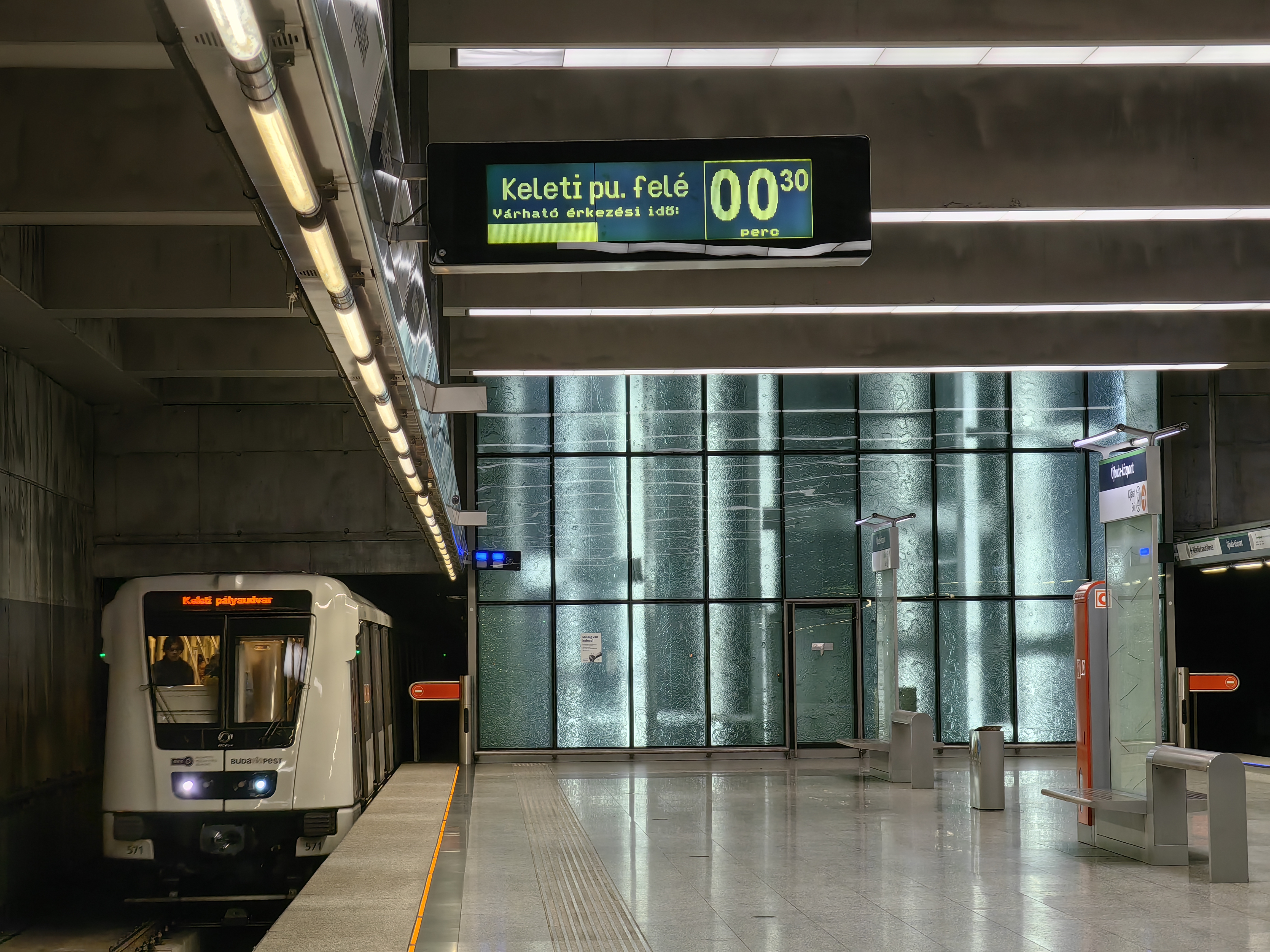
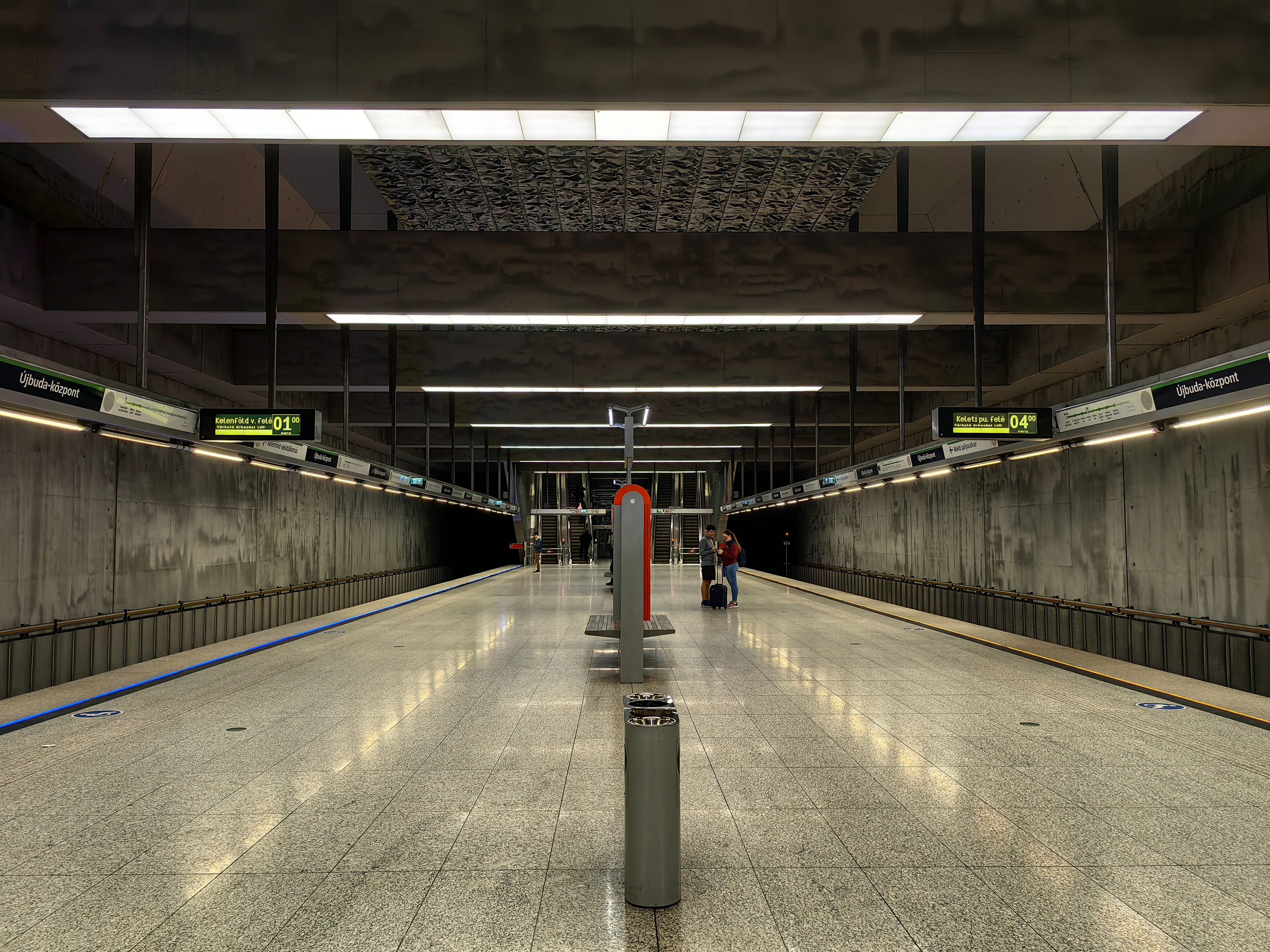
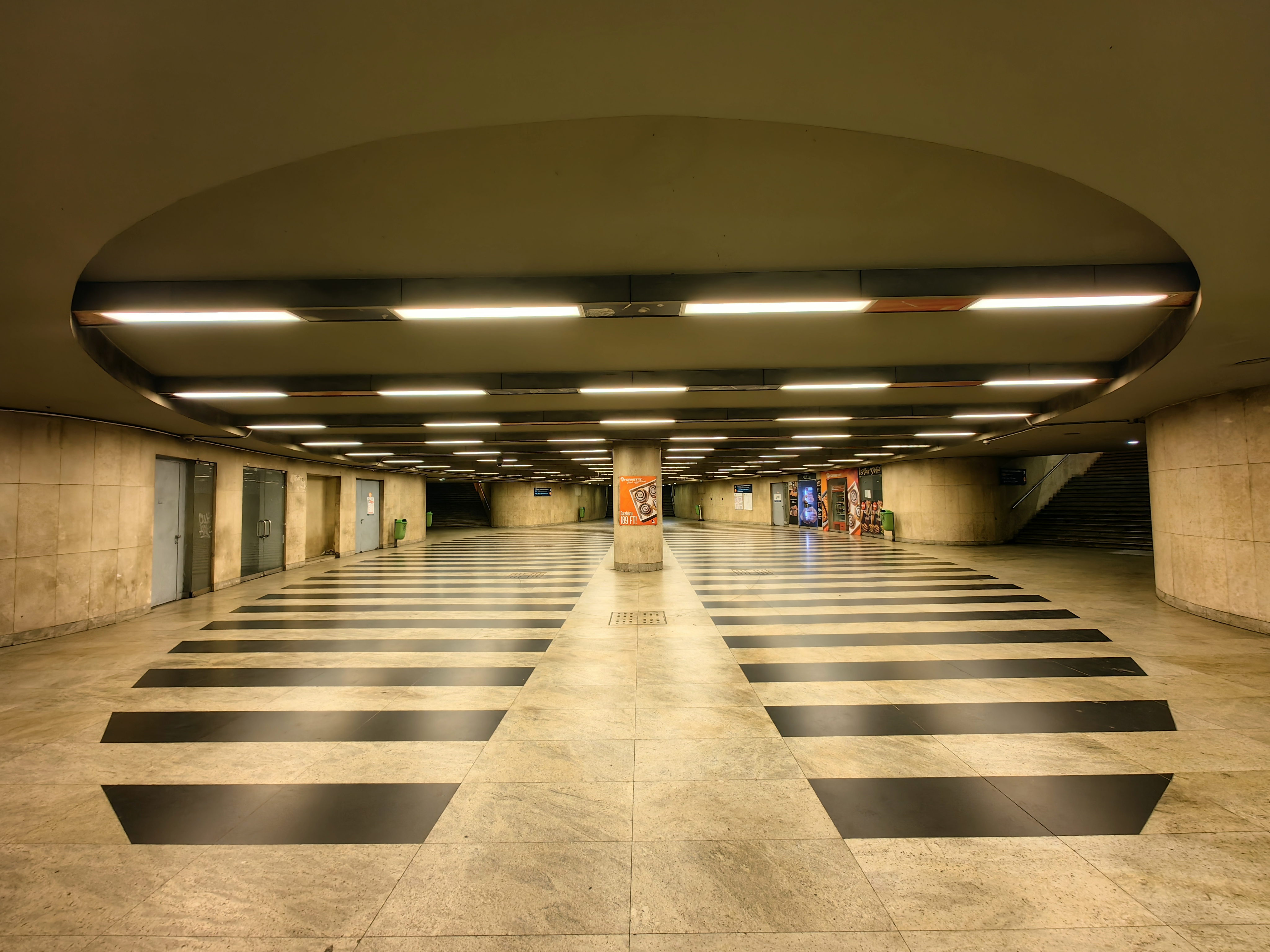

## Átszállási kapcsolatok
| Újbuda-központ | 33, 53, 58, 150, 150B, 153, 154, 212, 212A, 212B 4, 17, 41, 47, 48, 56 1172, 1173, 1174, 1175, 1176, 1177, 1183, 1184, 1185, 1188, 1189, 1190, 1193, 1194, 1201, 1205, 1212, 1215, 1216, 1229, 1251, 1253, 1254, 1257, 1268 | Allee bevásárlóközpont, Fehérvári úti vásárcsarnok, Kerületi rendelőintézet |